# Kasteel van La Jarthe (Coursac)
Het Kasteel van La Jarthe (Frans: Château de la Jarthe) is een kasteel in de Franse gemeente Coursac. Het kasteel is een beschermd historisch monument sinds 1948.